# L'amore è (EP)
L'amore è è un EP del cantautore italiano Enrico Nigiotti, pubblicato l'8 dicembre 2017.

## Descrizione
Pubblicato durante la partecipazione del cantautore all'undicesima edizione del talent show X Factor, l'EP contiene 5 cover e l'inedito L'amore è.

## Tracce
1. L'amore è – 3:44 (Enrico Nigiotti)
2. Make You Feel My Love – 3:33 (Bob Dylan)
3. L'isola che non c'è – 3:19 (Edoardo Bennato)
4. Il mio nemico – 2:51 (Daniele Silvestri)
5. Mi fido di te – 2:55 (testo: Jovanotti – musica: Jovanotti, Riccardo Onori)
6. Ho visto Nina volare – 3:05 (Fabrizio De André, Ivano Fossati)
7. L'amore è (versione acustica) – 3:51 (Enrico Nigiotti)